# Пустые сердца (фильм)
Пустые сердца (англ. Empty Hearts) — американский немой драматический фильм 1924 года, снятый Альфредом Сантеллом. Адель Баффингтон написала сценарий на основе рассказа Эвелин Кэмпбелл, опубликованного в журнале Metropolitan. 

## Сюжет
Милт Кимберлин женится на танцовщице кабаре, которая умирает, и Кимберлин теряет все деньги. Спустя годы он возвращает себе своё состояние и снова женится, но он холоден и скучает по своей первой жене. Его новая жена уходит от него после того, как получает письмо от шантажиста, в котором высказывается предположение об измене в первом браке, но в конечном итоге правда раскрывается, и отношения пары становятся крепче. 

## В ролях
- Джон Бауэрс — Милт Кимберлин
- Чарльз Мюррей — Джо Дилейн
- Джон Мильян — Фрэнк Горман
- Клара Боу — Розали
- Бак Блэк — Вал Кимберлин
- Лиллиан Рич[англ.] — Мадлен
- Джоан Стэндинг — Хильда, горничная

## Хранение
Неполная копия «Пустых сердец» хранится в Архиве кино и телевидения Калифорнийского университета в Лос-Анджелесе. 